# Figeholm
Figeholm ist ein Ort (Tätort) in der schwedischen Gemeinde Oskarshamn in der Provinz Kalmar län.
Der Ort liegt etwa zehn Kilometer nördlich von Oskarshamn an der Ostseeküste, und es führt die Europastraße 22 vorbei.
Figeholm wird heute teilweise durch die gleichnamige Papierindustrie dominiert und auch durch das Kernkraftwerk Oskarshamn der Oskarshamnsverkets Kraftgrupp (OKG) in der Nähe des Ortes. Die OKG finanziert in der Gemeinde viele Projekte, wie z. B. den Bau einer Umgehungsstraße oder einer Freiwilligen Feuerwehr. Figeholm hat seinen eigenen Schärengarten, den man über den seit 70 Jahren existierenden Bootsclub erreichen kann.